# Liste der Nummer-eins-Country-Hits in den USA (1944)
Dies ist eine Liste der Nummer-eins-Hits in den von Billboard ermittelten Charts Most Played Juke Box Folk Records (Hillbillies, Spirituals, Cowboy Songs, etc.) in den USA im Jahr 1944, die erstmals am 8. Januar 1944 veröffentlicht wurden. Diese Charts gelten als Vorgänger der 1958 eingeführten Hot Country Songs. In diesem Jahr gab es bei Berücksichtigung sämtlicher Pistol-Packin’-Mama-Versionen insgesamt 13 Nummer-eins-Songs.

## Hintergrund
1943 umfasste der Billboard Music Popularity Chart die Kategorien Songs with Most Radio Plugs, National and Regional Bestselling Retail Records bzw. Sheet Music Best Sellers und (ab Oktober 1940) die Harlem Hitparade, die den afroamerikanischen Markt analysierte und aus der sich die spätere Rhythm & Blues Chart entwickelte. Neu hinzu kam ab dem 8. Januar 1944 die Kategorie Most Played Juke Box Folk Records, was laut Unterzeile die musikalischen Genres Hillbillies, Spirituals, Cowboy Songs, etc., ab Februar 1944 Hillbilly, Race, Songs, Spirituals umfasste. „Der Billboard war etwas ungenau in der Frage, was genau Folk ausmachte“. Allerdings wurde zunächst nicht nach Genre erfasst, sondern ein zielgruppenspezifischer Ansatz gewählt. Wöchentlich wurden die Daten „bei einer ausgewählten Gruppe von Musikboxbetreibern, deren Standorte Folk Records erfordern,“ erhoben. „Billboard und Casbox erfassten in den jeweiligen Kategorien Folk und Race Records auch Pop-Vokalisten mit neuem Material außerhalb des Mainstreams.“ Daher kam es, dass sich Anfang 1944 neben Country-Songs zunächst auch R&B-Nummern wie „Is It You or Is It You Ain’t“ von Louis Jordan oder „Straighten Up and Fly Right“ von Nat King Cole und seinem Trio fanden. 1949 wurde von den Ermittlungen auf der Basis der Jukebox-Abspielungen auf die Ermittlung der Verkaufszahlen von Schallplatten umgestellt und die Hitparade in Best Selling Retail Folk (Country & Western) Records umbenannt.

## Liste
| ← 1943 ← | Liste der Nummer-eins-Country-Hits in den USA | Liste der Nummer-eins-Country-Hits in den USA                                              | Liste der Nummer-eins-Country-Hits in den USA                                                                      | 1945 → |
| \| Zeitraum \| Wo. ges. \| Interpret \| Titel Autor(en) \| Zusätzliche Informationen \| \| (Zeitraum, Wochen auf Platz eins, Interpret, Titel, Autor[en], zusätzliche Informationen) \| \| \| \| \| \| ----------------------------------------------------------------------------------------- \| -------- \| ------------------------------------------------------------------------------------------ \| ---------------------------------------------------------------------------------------------------------------------- \| ---------------------------------------------------------------------------------------------------------------------------------------------------------------------------------------------------------------------------------------------------------------------------------------------------------------------------------- \| \| 8. Januar 1944 – 25. Februar 1944 7 Wochen (insgesamt 7) \| 7 \| Bing Crosby & The Andrews Sisters with Vic Schoen & His Orchestra Al Dexter & His Troopers \| Pistol Packin’ Mama[4][5] Al Dexter \| Die einzige Ausnahme, in der mehrere Versionen eines Songs zusammen auf den ersten Platz gesetzt wurden. In den Chartlisten vom 8. Januar und 15. Januar wurde eine zusätzliche Version von Don Baxter[6] gelistet, ferner am 15. Januar eine Aufnahme von Sid Peltyn[7] und am 5. Februar von Freddie "Schnickelfritz" Fisher.[8] \| \| 26. Februar 1944 – 10. März 1944 2 Wochen (insgesamt 2) \| 2 \| Louis Jordan & His Tympany Five \| Ration Blues[9] Louis Jordan, Antonio Cosey, Collenane Clark \| Jordans Ration Blues (Decca) war auch in der Harlem Hit Parade 1944 erfolgreich. \| \| 11. März 1944 – 17. März 1944 1 Woche (insgesamt 8/1) \| 8/1 \| Bing Crosby & The Andrews Sisters with Vic Schoen & His Orchestra Al Dexter & His Troopers \| Pistol Packin’ Mama Rosalita Al Dexter \| – \| \| 18. März 1944 – 24. März 1944 1 Woche (insgesamt 1) \| 1 \| Floyd Tillman & His Favorite Playboys \| They Took the Stars Out of Heaven[10] Floyd Tillman \| „Es war das erste Mal, dass Floyd Tillmans ausdrucksstarker Bariton aufgezeichnet wurde.“[11] \| \| 25. März 1944 – 31. März 1944 1 Woche (insgesamt 1) \| 1 \| Al Dexter & His Troopers \| So Long Pal[12] Al Dexter \| - \| \| 1. April 1944 – 7. April 1944 1 Woche (insgesamt 1) \| 1 \| Al Dexter & His Troopers \| Too Late to Worry (Too Blue to Cry) Al Dexter \| B-Seite von So Long Pal \| \| 8. April 1944 – 14. April 1944 1 Woche (insgesamt 2) \| 2 \| Al Dexter & His Troopers \| So Long Pal Al Dexter \| – \| \| 15. April 1944 – 21. April 1944 1 Woche (insgesamt 3/2/3) \| 3/2/3 \| Al Dexter & His Troopers Louis Jordan & His Tympany Five \| So Long Pal Too Late to Worry Ration Blues Al Dexter Louis Jordan, Antonio Cosey, Collenane Clark \| – \| \| 22. April 1944 – 28. April 1944 1 Woche (insgesamt 1) \| 1 \| Floyd Tillman & His Favorite Playboys \| They Took the Stars Out of Heaven Floyd Tillman \| – \| \| 29. April 1944 – 5. Mai 1944 1 Woche (insgesamt 3) \| 3 \| Al Dexter & His Troopers \| Too Late to Worry (Too Blue to Cry) Al Dexter \| – \| \| 6. Mai 1944 – 9. Juni 1944 5 Wochen (insgesamt 8) \| 8 \| Al Dexter & His Troopers \| So Long Pal Al Dexter \| – \| \| 10. Juni 1944 – 16. Juni 1944 1 Woche (insgesamt 9/1) \| 9/1 \| Al Dexter & His Troopers The King Cole Trio \| So Long Pal Straighten Up and Fly Right[13] Al Dexter Nat King Cole, Irving Mills \| – \| \| 17. Juni 1944 – 30. Juni 1944 2 Wochen (insgesamt 3) \| 3 \| The King Cole Trio \| Straighten Up and Fly Right Nat King Cole, Irving Mills \| Der Titel war auch in der Harlem Hit Parade 1944 erfolgreich. \| \| 1. Juli 1944 – 7. Juli 1944 1 Woche (insgesamt 9) \| 9 \| Al Dexter & His Troopers \| So Long Pal Al Dexter \| – \| \| 8. Juli 1944 – 14. Juli 1944 1 Woche (insgesamt 4) \| 4 \| The King Cole Trio \| Straighten Up and Fly Right Nat King Cole, Irving Mills \| – \| \| 15. Juli 1944 – 21. Juli 1944 1 Woche (insgesamt 10/5) \| 10/5 \| Al Dexter & His Troopers The King Cole Trio \| So Long Pal Straighten Up and Fly Right Al Dexter Nat King Cole, Irving Mills \| – \| \| 22. Juli 1944 – 28. Juli 1944 1 Woche (insgesamt 6) \| 6 \| The King Cole Trio \| Straighten Up and Fly Right Nat King Cole, Irving Mills \| – \| \| 29. Juli 1944 – 1. September 1944 5 Wochen (insgesamt 5) \| 5 \| Louis Jordan & His Tympany Five \| Is You Is or Is You Ain’t (Ma’ Baby)[14] Billy Austin, Louis Jordan \| Teil des Soundtracks der Universal-Produktion Follow the Boys \| \| 2. September 1944 – 22. September 1944 3 Wochen (insgesamt 3) \| 3 \| Ernest Tubb \| Soldier’s Last Letter[15] Ernest Tubb, Henry Stewart \| Sergeant Henry „Redd“ Stewart war Pee Wee Kings langjähriger Sänger und musikalischer Partner.[16] \| \| 23. September 1944 – 29. September 1944 1 Woche (insgesamt 11/4/1) \| 11/4/1 \| Al Dexter & His Troopers Ernest Tubb Red Foley \| So Long Pal Soldier’s Last Letter Smoke on the Water[17] Al Dexter Ernest Tubb, Henry Stewart Earl Nunn, Zeke Clements \| – \| \| 30. September 1944 – 22. Dezember 1944 12 Wochen (insgesamt 13) \| 13 \| Red Foley \| Smoke on the Water Earl Nunn, Zeke Clements \| – \| \| 23. Dezember 1944 – 29. Dezember 1944 1 Woche (insgesamt 1) \| 1 \| Tex Ritter & His Texans \| I’m Wastin’ My Tears on You[18] Frank Harford, Tex Ritter \| B-Seite von There’s a New Moon Over My Shoulder[19], ein Song der 1944/45 ebenfalls in dieser Hitparade war. \| |                                               |                                                                                            | | |
| ← 1943 |                                               |                                                                                            | | → 1945 → |
| Zeitraum | Wo. ges.                                      | Interpret                                                                                  | Titel Autor(en) | Zusätzliche Informationen |
| (Zeitraum, Wochen auf Platz eins, Interpret, Titel, Autor[en], zusätzliche Informationen) |                                               |                                                                                            | | |
| 8. Januar 1944 – 25. Februar 1944 7 Wochen (insgesamt 7) | 7                                             | Bing Crosby & The Andrews Sisters with Vic Schoen & His Orchestra Al Dexter & His Troopers | Pistol Packin’ Mama Al Dexter                                                                                      | Die einzige Ausnahme, in der mehrere Versionen eines Songs zusammen auf den ersten Platz gesetzt wurden. In den Chartlisten vom 8. Januar und 15. Januar wurde eine zusätzliche Version von Don Baxter gelistet, ferner am 15. Januar eine Aufnahme von Sid Peltyn und am 5. Februar von Freddie "Schnickelfritz" Fisher. |
| 26. Februar 1944 – 10. März 1944 2 Wochen (insgesamt 2) | 2                                             | Louis Jordan & His Tympany Five                                                            | Ration Blues Louis Jordan, Antonio Cosey, Collenane Clark                                                          | Jordans Ration Blues (Decca) war auch in der Harlem Hit Parade 1944 erfolgreich. |
| 11. März 1944 – 17. März 1944 1 Woche (insgesamt 8/1) | 8/1                                           | Bing Crosby & The Andrews Sisters with Vic Schoen & His Orchestra Al Dexter & His Troopers | Pistol Packin’ Mama Rosalita Al Dexter                                                                             | – |
| 18. März 1944 – 24. März 1944 1 Woche (insgesamt 1) | 1                                             | Floyd Tillman & His Favorite Playboys                                                      | They Took the Stars Out of Heaven Floyd Tillman                                                                    | „Es war das erste Mal, dass Floyd Tillmans ausdrucksstarker Bariton aufgezeichnet wurde.“ |
| 25. März 1944 – 31. März 1944 1 Woche (insgesamt 1) | 1                                             | Al Dexter & His Troopers                                                                   | So Long Pal Al Dexter                                                                                              | - |
| 1. April 1944 – 7. April 1944 1 Woche (insgesamt 1) | 1                                             | Al Dexter & His Troopers                                                                   | Too Late to Worry (Too Blue to Cry) Al Dexter                                                                      | B-Seite von So Long Pal |
| 8. April 1944 – 14. April 1944 1 Woche (insgesamt 2) | 2                                             | Al Dexter & His Troopers                                                                   | So Long Pal Al Dexter                                                                                              | – |
| 15. April 1944 – 21. April 1944 1 Woche (insgesamt 3/2/3) | 3/2/3                                         | Al Dexter & His Troopers Louis Jordan & His Tympany Five                                   | So Long Pal Too Late to Worry Ration Blues Al Dexter Louis Jordan, Antonio Cosey, Collenane Clark                  | – |
| 22. April 1944 – 28. April 1944 1 Woche (insgesamt 1) | 1                                             | Floyd Tillman & His Favorite Playboys                                                      | They Took the Stars Out of Heaven Floyd Tillman                                                                    | – |
| 29. April 1944 – 5. Mai 1944 1 Woche (insgesamt 3) | 3                                             | Al Dexter & His Troopers                                                                   | Too Late to Worry (Too Blue to Cry) Al Dexter                                                                      | – |
| 6. Mai 1944 – 9. Juni 1944 5 Wochen (insgesamt 8) | 8                                             | Al Dexter & His Troopers                                                                   | So Long Pal Al Dexter                                                                                              | – |
| 10. Juni 1944 – 16. Juni 1944 1 Woche (insgesamt 9/1) | 9/1                                           | Al Dexter & His Troopers The King Cole Trio                                                | So Long Pal Straighten Up and Fly Right Al Dexter Nat King Cole, Irving Mills                                      | – |
| 17. Juni 1944 – 30. Juni 1944 2 Wochen (insgesamt 3) | 3                                             | The King Cole Trio                                                                         | Straighten Up and Fly Right Nat King Cole, Irving Mills                                                            | Der Titel war auch in der Harlem Hit Parade 1944 erfolgreich. |
| 1. Juli 1944 – 7. Juli 1944 1 Woche (insgesamt 9) | 9                                             | Al Dexter & His Troopers                                                                   | So Long Pal Al Dexter                                                                                              | – |
| 8. Juli 1944 – 14. Juli 1944 1 Woche (insgesamt 4) | 4                                             | The King Cole Trio                                                                         | Straighten Up and Fly Right Nat King Cole, Irving Mills                                                            | – |
| 15. Juli 1944 – 21. Juli 1944 1 Woche (insgesamt 10/5) | 10/5                                          | Al Dexter & His Troopers The King Cole Trio                                                | So Long Pal Straighten Up and Fly Right Al Dexter Nat King Cole, Irving Mills                                      | – |
| 22. Juli 1944 – 28. Juli 1944 1 Woche (insgesamt 6) | 6                                             | The King Cole Trio                                                                         | Straighten Up and Fly Right Nat King Cole, Irving Mills                                                            | – |
| 29. Juli 1944 – 1. September 1944 5 Wochen (insgesamt 5) | 5                                             | Louis Jordan & His Tympany Five                                                            | Is You Is or Is You Ain’t (Ma’ Baby) Billy Austin, Louis Jordan                                                    | Teil des Soundtracks der Universal-Produktion Follow the Boys |
| 2. September 1944 – 22. September 1944 3 Wochen (insgesamt 3) | 3                                             | Ernest Tubb                                                                                | Soldier’s Last Letter Ernest Tubb, Henry Stewart                                                                   | Sergeant Henry „Redd“ Stewart war Pee Wee Kings langjähriger Sänger und musikalischer Partner. |
| 23. September 1944 – 29. September 1944 1 Woche (insgesamt 11/4/1) | 11/4/1                                        | Al Dexter & His Troopers Ernest Tubb Red Foley                                             | So Long Pal Soldier’s Last Letter Smoke on the Water Al Dexter Ernest Tubb, Henry Stewart Earl Nunn, Zeke Clements | – |
| 30. September 1944 – 22. Dezember 1944 12 Wochen (insgesamt 13) | 13                                            | Red Foley                                                                                  | Smoke on the Water Earl Nunn, Zeke Clements                                                                        | – |
| 23. Dezember 1944 – 29. Dezember 1944 1 Woche (insgesamt 1) | 1                                             | Tex Ritter & His Texans                                                                    | I’m Wastin’ My Tears on You Frank Harford, Tex Ritter                                                              | B-Seite von There’s a New Moon Over My Shoulder, ein Song der 1944/45 ebenfalls in dieser Hitparade war. |